# إيماكانه
إيماكانه هي بلدية في اليابان، وبلدة في اليابان، تقع في هوكايدو، ومقاطعة سيتانا، بلغ عدد سكانها 5,415 نسمة وذلك حسب إحصائيات سنة 2018، تبلغ مساحتها 568.25 كيلومتر مربع.